# 多內蘭冰川

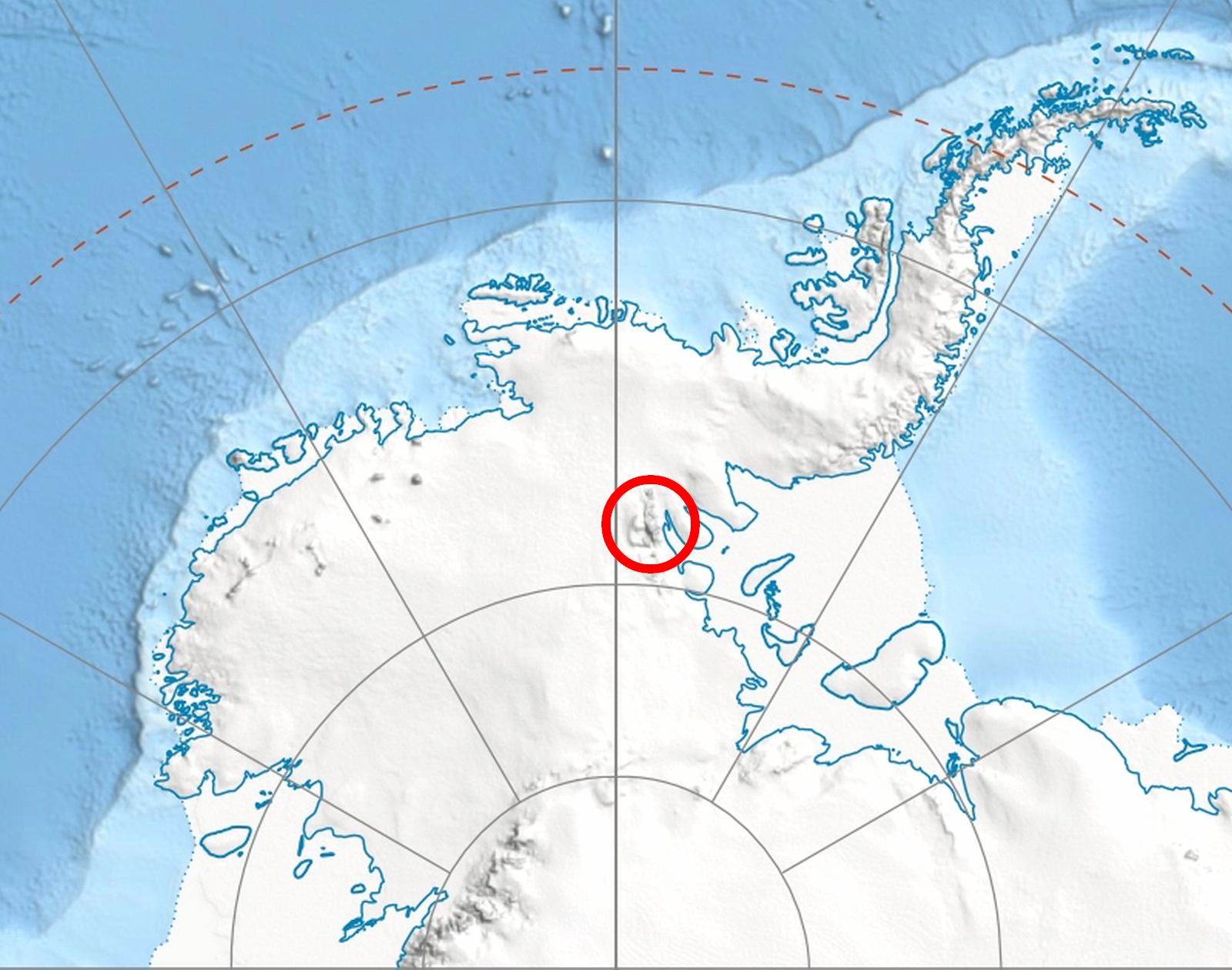

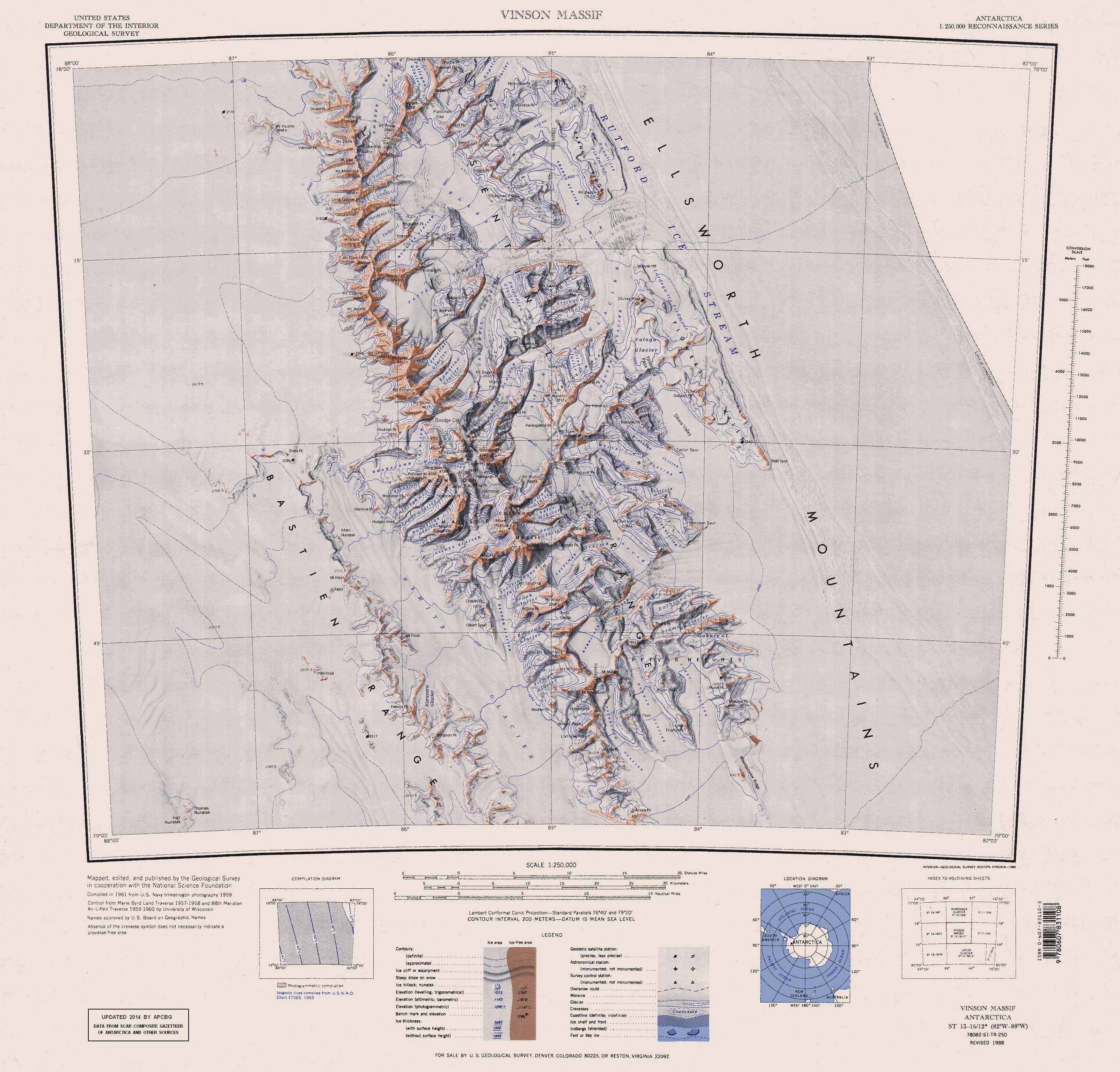

多內蘭冰川（英語：Donnellan Glacier）是南極洲的冰川，位於埃爾斯沃思地中埃爾斯沃思山脈的森蒂納爾嶺，流經斯勞特山北面，最終注入尼米茲冰川。

## 外部連結
- SCAR Composite Gazetteer of Antarctica（页面存档备份，存于）.

78°36′S 85°48′W / 78.600°S 85.800°W